# Stanisław Dutkiewicz
Stanisław Dutkiewicz (Dudkiewicz) (ur. 11 maja 1901 w Poznaniu, zm. 28 maja 1940 pod Narwikiem) – strzelec z cenzusem Wojska Polskiego we Francji, kawaler Orderu Virtuti Militari.

## Życiorys
Służył w 1. kompanii 2. batalionu Samodzielnej Brygady Strzelców Podhalańskich. Poległ 28 maja 1940 w czasie bitwy o Narwik.
Naczelny Wódz rozkazem L.dz. 137/G.M./40 z 29 października 1940 nadał mu pośmiertnie Krzyż Srebrny Orderu Wojennego Virtuti Militari.
Naczelny Wódz zarządzeniem z 11 listopada 1940, „w uznaniu wyjątkowych zasług żołnierskich” mianował go pośmiertnie podporucznikiem. Generał dywizji Władysław Sikorski tak uzasadnił swoją decyzję: „Do Samodzielnej Brygady Strzelców Podhalańskich przed jej odjazdem z Francji do Norwegii został wcielony b. por. rez. Dutkiewicz Stanisław, skazany wyrokiem sądu polowego na karę więzienia i wydalenia z korpusu oficerskiego. Przydział ten był (...) celem umożliwienia wymienionemu zrehabilitowania się na polu walki. W czasie działań wojennych Brygady w Norwegii ś.p. ppor. rez. Dutkiewicz okazał wyjątkowo silną wolę zmazania swej winy przez bezwzględne posłuszeństwo, gorliwość w służbie, staranność w wykonaniu każdego rozkazu i zadania oraz przez wyróżniającą się odwagę. W najtrudniejszych warunkach zgłaszał się ochotniczo na patrole, był dla otoczenia wzorem żołnierza i przykładem ofiarności. Ś.p. ppor. rez. Dutkiewicz zginął śmiercią walecznych pod Narwikiem w Norwegii, podczas ataku na bagnety. Pośmiertnie został podany przez dowódcę Baonu do odznaczenia Krzyżem Walecznych i awansowany do stopnia starszego strzelca”. Generał Sikorski nakazał odczytać ten rozkaz przed frontem wszystkich oddziałów.
Dowódca 2 baonu płk Władysław Dec wspominał „u Laurentowskiego był zdegradowany (za kombinacje z rządową benzyną) porucznik Dutkiewicz. Chciał się zrehabilitować. Szaleńczo odważny, swym przykładem pociągnął za sobą innych. Padł na płaskowzgórzu. W Szkocji przeprowadziłem jego pośmiertną rehabilitację, wyjednując mu jednocześnie Order Virtuti Militari”.